# あっぱれ!ゲートボール
『あっぱれ!ゲートボール』は1988年12月22日にハドソンから発売されたPCエンジン用ゲートボールゲームソフトである。

## 概要
ゲートボールを題材にしたスポーツゲーム。他にゲートボールゲームは、2022年現在、アーケードの『ハローゲートボール』、PlayStationのSIMPLE1500『THE ゲートボール』のみである。
ルールを知らない人を前提にしており、初心者用にルールを説明するモードの他、試合のモードは打球のコースと止める位置だけを決める『レクチャーモード』、12人のキャラクターの中から5人1組のチームを作る概念を追加した『シミュレートモード』、その距離に応じてナイスタイミングの位置が変わるパワーバーが追加された『アクションモード』の3つに分かれている。
対戦形式はCOMの難易度を決めるCOM対戦と2人対戦。試合形式は制限時間とコート、先攻と後攻の概念がある。

## プレイヤー
ふれい すりぞう（73歳）
テクニックが無く、まっすぐにしかボールを打てずタッチ&スパークによる相手の妨害役がもっぱら。
かわ Eこ（17歳）
素人で能力は低いが彼女がいると玉が予期せぬ動きを見せるミラクルショットが起きたり、相手の自滅が起きるなど脅威の引きを持つ。
にいたか のぼる（21歳）
全員の中でパワーは一番。
がげふ とらお（10歳）
チャンスに弱いが、コースの打ち分けは得意。
おおの こまち（77歳）
基本的にプレーは雑だが詰めは得意。
ふくだ みきひろ（75歳）
ここ一番には強い勝負師。
つる つるのすけ（83歳）
技巧派であるが、プレッシャーに弱く重要な局面になると弱い。
あおいろ しんこ（年齢不詳）
技量は無く、力で押すプレーを好む。
ふりこみ まちお（33歳）
特徴は無く、気が小さい為堅実なプレーが得意。
ゆかわ ふくすけ（11歳）
打ち方は正確だがパワーが無い。
ぜこお ちょうこ（76歳）
飛ばし屋。大雑把なプレーで繊細な狙いが苦手。
バーク はつだ（60歳）
細かいテクニックを持つ技巧派。スタミナ不足で後半になると能力が下がる。